# Ніколай Фредерік Северін Ґрундтвіґ
Ніколай Фредерік Северін Ґрундтвіґ (дан. Nikolaj Frederik Severin Grundtvig; 8 вересня 1783, Удбю — 2 вересня 1872, Копенгаген) — данський священник, письменник і філософ, філолог, політик.

## Життєпис
Ніколай Фредерік Северін Ґрундтвіґ народився у сім'ї парафіяльного священника Йогана Ґрундтвіґа. В дев'ятирічному віці Ніколая відправляють до Тюрегода (неподалік від Вайле) для підготовки до латинської школи. У п'ятнадцятирічному віці хлопець вступає до латинської школи в Орхусі (нині — Орхуська кафедральна школа). Його навчання тут не було особливо блискучим, проте Ґрундтвіґ добре склав випускний іспит. Юнак починає вивчати теологію в Копенгагені. В кінці свого університетського життя Ґрундтвіґ цікавиться ісландською мовою та ісландськими сагами.
Після закінчення університету Ніколай стає домашнім учителем в садибі Егельокке на Ланґеланні. Він вивчає праці німецьких філософів Фіхте та Шеллінга і продовжує захоплюватися скандинавською міфологією. Перша опублікована праця Ґрундтвіґа «Дещо про пісні Едди» (дан. "Lidet om Sangene i Edda") (1806) не звернула на себе особливої уваги.
У 1808 році вчений повертається до Копенгагена і публікує дослідження «Північна міфологія чи роздуми над вивченням Едди для міфологів» (дан. "Nordens Mytologi eller Udblik over Eddalæren for dannede Mænd, der ei selv ere Mytologer"). Воно отримало значний резонанс у наукових колах та було перекладено німецькою та шведською мовами.
У 1810 році Ґрундтвіґ переживає серйозну релігійну кризу, він переїздить до Удбю та стає там парафіяльним капеланом.. В цей час Ґрундтвіґ створює один із найвідоміших сьогодні данських різдвяних гімнів «Чарівні сині небеса» (дан. "Deilig er den himmel blå"), в першій редакції він називався «Три святих королі» (дан. "De hellige tre konger"). Загалом Ґрундтвіґ написав близько 1500 церковних пісень. У 1812 році з'являється історико-релігійна праця Ґрундтвіґа «Короткий виклад світової хроніки» (дан. «Kort Begreb af Verdens Krönike i Sammenhaeng»), в якому стверджується, що історія отримує сенс тільки тоді, коли розглядається з погляду християнського вчення.
На початку 10-х років письменник створює римовану хроніку «Роскільде-Ріім» (дан. "Roskilde-Riim").
У другій половині 10-х років Ґрундтвіґ вів полеміку із дансько-ісландським вченим Грімуром Йонссоном Торкеліном щодо латинського перекладу давньоанглійського епосу Беовульф, здійсненого останнім. У 1820 році вийшов данський переклад Беовульфа, автором якого був Ґрундтвіґ — перший переклад цього епосу на сучасну мову.
У 20-ті роки вчений полемізує з теологом Копенгагенського університету Хенріком Ніколаєм Клаусеном, який виступав за вільну інтерпретацію Біблії і стояв на позиціях раціоналізму. Ґрундтвіґ зазнав переслідувань і був оштрафований за памфлет, в якому піддавав різкій критиці положення Клаусена. З 1839 року до кінця життя Ґрундтвіґ був пастором госпітальної церкви Вартов у Копенгагені.

## Педагогічні погляди Ґрундтвіґа
Ґрундтвіґ був ініціатором створення вищих народних шкіл для дорослого населення. В основі його вчення про «школу для життя» лежить захоплення просвітницькими ідеями і мрія про відкритий університет.
Значну роль у процесі навчання Ґрундтвіґ відводив живому спілкуванню, граматиці, виступав за викладання рідною мовою, але вважав важливим вивчення іноземних мов. Водночас говорив про поділ загальної освіти на академічну — для привілейованих верств населення і професійну, практичну — для широких мас. Велике значення надавав родинному вихованню. В середині ХІХ ст. в Данії почали створюватися такі школи, що призначалися насамперед для молодих людей, старше 18 років, яка не отримала обов'язкової освіти. Школи були різноманітними як за організацією, так і за змістом навчання. В них поряд із спеціальною підготовкою відповідно до фаху слухачів, вивчалися також вітчизняна література та історія, релігія. Уроки починалися обов'язково зі співів гімнів, написаних часто самим Ґрундтвіґом. Ці школи стали прототипами для створення подібних навчальних закладів у країнах Північної Європи.

## Особисте життя
У Ґрундтвіґа було троє жінок: Елісабет Крістіна Маргрете Блічер (1787—1851), Марі Тофт (1813—1854) та Аста Тугендрейх Адельхейд (1826—1890) і п'ятеро дітей: Йохан, Свен, Мета, Фредерік і Аста.